# Josef Candels
Josef Candels (* 19. April 1903 in Jülich; † 27. Juli 1992 in Enkirch) war ein deutscher Maler des 20. Jahrhunderts, der dem allgemeinen Trend in der Kunst sowohl der Vor-, als auch der Nachkriegszeit in seinen Werken entgegen strebte.

## Der Mensch Josef Candels
Josef wuchs in einer musikalischen Familie auf, in der jedes Familienmitglied ein Musikinstrument beherrschte. Seine Erziehung war traditionell, volkstümlich. Während seiner Jugendzeit träumte er oft von einer einsamen Insel, auf der er die Natur in sich erfahren könnte. Er verwirklichte diesen Traum von einem alternativen Leben in seinem Atelier auf Willigshell, einer Weinlage in einem Seitental der Mosel bei Enkirch.
Candels führte den Begriff des „poetischen Realismus“ ein, der bezeichnend für seine Werke wurde. Darin stellte er die Schönheit und Farbenpracht der Natur in den Vordergrund, wobei auf Details in Form und Struktur der Motive eingegangen wurde.
Sehr wahrscheinlich durch seine außergewöhnliche und gesundheitlich fordernde Lebensweise litt Josef Candels an Arthrose. Er sprach von „Magenbeschwerden“, die möglicherweise auf seinen verstärkten Zigarettenkonsum zurückzuführen waren. Der Künstler ernährte sich von Naturprodukten und versuchte sich auf diese Weise zu heilen. Er wurde fast 90 Jahre alt.
Neben seinem bildnerischen Genie war Candels unter anderem literarisch talentiert. Er schrieb den Text zu Karnevalsschlagern in rheinischer Mundart, wie z. B. "Wir fahren Gondola" (1933), um diesen anschließend dem Kölner Publikum in Prunksitzungen vorzusingen. Nach dem Zweiten Weltkrieg entstanden diverse Gedichte, die oftmals Grundlage zahlreicher Gesängen (vor allem Trunkgesängen) wurden.

## Biografie
Josef Candels besuchte von 1909 bis 1917 die Volksschule Jülich. Anschließend machte er eine Lehre als Kunsttischler und legte etwa 1920 die Gesellenprüfung ab. Danach besuchte Candels die Kunstgewerbeschule Aachen. Im Sommersemester 1927 immatrikulierte er an der Kunstakademie am Nordhof in München und unternahm 1933 eine Studienreise nach Italien.
Im Jahr 1940 wurde Candels in die Wehrmacht eingezogen und 1941 in Marienloh bei Paderborn stationiert. Dort war er als Maler tätig.
Im Jahr 1945 zog Candels nach Taubach bei Weimar. Er war 1948 in Weimar an der Ausstellung "Künstler schaffen. 1945–1948" beteiligt. 1950 zog er in die Bundesrepublik nach Enkirch. Dort lebte und arbeitete er im Alter im einsam gelegenen Ahringstal, wie auch schon der Kunstmaler Heinrich Gesemann, der nur ein paar hundert Meter entfernt sein Wohnhaus und Atelier hatte.

## Der Künstler über sich …
„Ich suchte immer Melodien, die zu Herzen gehen, die kleinen Wunder unserer ureigenen Wirklichkeit, trotz einiger sogenannter Studienreisen.Ich brauchte keine sensationelle, fremde Welt.

Mich begeistern die kleinen Wunder unseres Lebensbereiches...“

 Josef Candels, Traben-Trarbach 1983

## … und wie er gesehen wurde
Die Kunsthistorikerin Elisabeth Gimler beschreibt Candels 1939 als „visuellen Typus“, als jemanden, der „die große Geste“ liebt. Sie spricht von einer Verschlossenheit, die sich nicht auf sein Äußeres, sondern auf sein „seelisches Erleben“ bezieht. Dagegen führt sie an, dass der Künstler die Gesellschaft anderer sucht. Sie spricht ihm eine gewisse „pathetische Konstitution“ zu; dass dieser freiheitsliebend und großzügig zugleich sei. Schließlich stelle er sein Gefühle über den Willen, was zu einer „schöpferischen Ursprünglichkeit“ führe.
Nun sind diese Charakterisierungen mit Vorsicht zu lesen. Gimler schrieb dies zur Zeit des NS-Regimes, weshalb gewisse Vokabeln kritisch zu betrachten sind, da nicht klar ist, ob die o. g. Betrachtung öffentlich gemacht wurde.
Es existieren Leumundszeugnisse aus der frühen Nachkriegszeit, in denen Candels von Zeitzeugen schriftlich als „Antimilitarist“ und „Gegner des Nationalsozialismus“ bezeichnet wird. Diese Schriftstücke, die auch „Persilscheine“ genannt wurden, dienten dem Nachweis der Nichtbeteiligung bezüglich der Vorkriegszeit in der sowjetischen Besatzungszone, in der Candels zu der Zeit lebte, und wurden von Personen und Firmen aus dem Rheinland ausgestellt.
Andere sehen ihn im selben Zusammenhang als „völlig apolitisch“, was jedoch nicht ganz zutreffen kann, da Candels 1946 in die neu gegründete CDU eintrat.

## Stilrichtung
Friedrich Gottwald beschreibt 1967 Candels Werke als Darstellungen eines „hellen Landes voller Wunder“, in denen der Künstler „mit allen Sinnen das Schöne der Welt“ suche und sich von „zeitbedingten Rangordnungen“ distanziere. Treffenderweise bezeichnet er sie als „gemalte Musik“.
Während seiner Zeit in der sowjetischen Besatzungszone bzw. der damals neu gegründeten DDR malte Candels Porträts russischer Offiziere. Er schuf Blumen- und ausdrucksstarke Fischbilder, die sein gesamtes Künstlerleben dominieren sollten.
Josef Candels prägte den Begriff des „poetischen Realismus“. Es entstand eine „Serie“ (wie er sie selbst bezeichnete) an Landschaftsdarstellungen vor allem der Mittelmosel und seiner Orte. Darin wirkte er weder dem allgemeinen Trend der Nachkriegszeit entgegen, welcher im Rausch des Wirtschaftswunders den Fortschritt lobte, noch schloss er sich der Darstellungsweise des sozialen Verfalls, der in den 1970er-Jahren die Kunst dominierte, an. Stattdessen schuf er Werke, die vom Motiv her romantischer Natur waren, so die Darstellungen der Mosel vor ihrem Ausbau zur internationalen Schifffahrtsstraße, welche Zeugnisse eines unwiederbringlichen Zustands der Natur im Mittelmoseltal sind.
Er konnte jedoch auch technologische Motive abbilden, wofür er seitens der Wirtschaft geschätzt wurde. So entstanden neben Darstellungen von Geschäft und Beruf in den 1960ern Industriebilder nach technischen Zeichnungen, die er speziell für Firmen anfertigte (z. B. Bilder der Moselstaustufen in der Bauphase). Hin und wieder findet man auch Werke, in denen die Sgraffiti-Technik verstärkt zum Einsatz kamen und welche symbolisch und abstrakt wirken. Hier zeigt sich wiederum Candels vielfältiges Talent.